# Путткаммер, Роберт Виктор фон
Роберт Виктор фон Путткаммер (нем. Robert Viktor von Puttkamer, 1828—1900) — прусский государственный деятель.
Был последовательно ландратом, регирунс-президентом и обер-президентом Силезии. В 1873—91 гг., с перерывами, был депутатом рейхстага, где выступал решительным и резким, но мало талантливым деятелем консервативной партии.
В 1879 г. был назначен вместо Фалька прусским министром культуры; в 1880 г. ввёл в прусских школах несколько упрощённую систему правописания — так называемую Путткаммеровскую орфографию. В 1881 г. он был назначен министром внутренних дел и вице-президентом прусского министерства. Он усовершенствовал политическую полицию, с крайней суровостью применял антисоциалистический закон. Во время выборов (особенно 1887 г.) допускал грубое давление на избирателей и вызвал против себя чрезвычайную ненависть. Отставка, данная ему в 1888 г. процарствовавшим только 99 дней смертельно больным Фридрихом III, ставилась последнему в особую заслугу.
Вильгельм II назначил Путткаммера в 1891 г. обер-президентом Померании, которая, вследствие водворенного им строгого полицейского режима, получила кличку «Путткаммерун».